# Masahiko Inoha
Masahiko Inoha (* 28. srpna 1985) je japonský fotbalista a reprezentant.

## Reprezentace
Masahiko Inoha odehrál k roku 2015 zatím 21 reprezentačních utkání v japonském A-mužstvu. S japonskou reprezentací se zúčastnil Mistrovství světa 2014 v Brazílii.

## Statistiky
| Japonsko | Japonsko | Japonsko |
| Roky     | Záp.     | Góly     |
| -------- | -------- | -------- |
| 2011     | 9        | 1        |
| 2012     | 7        | 0        |
| 2013     | 4        | 0        |
| 2014     | 1        | 0        |
| Celkem   | 21       | 1        |